# Rēzekne
Rēzekne (deutsch Rositten, russisch Резекне, bis 1917 Режица Reschiza) ist eine Stadt in der Landschaft Lettgallen (lettisch Latgale), im Osten Lettlands. Rēzekne liegt am Knotenpunkt der Straßen und Bahnlinien Moskau–Riga und Sankt Petersburg–Warschau und ist eine der zehn Republik-Städte Lettlands. 2022 zählte Rēzekne 26.959 Einwohner.

## Geschichte

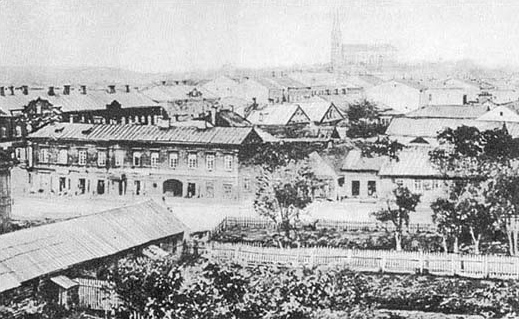
Rēzekne um 1920

In Rēzekne stand vom 9. Jahrhundert eine lettgallische Burg. Vor dem Eintreffen der Kreuzritter gehörte der Ort zu Jersika und wurde in der Chronik Nowgorods als „Lotigolu“ erwähnt. Ab 1209 regierte der einheimische Fürst Visvaldis als Vasall von Bischof Albert. Ab 1224 fiel das Gebiet ganz an den Bischof von Riga, der es 1239 an den Livländischen Orden gab. 1285 wurde dann eine gemauerte Burg erbaut, die unter dem Namen Rositten in Urkunden genannt wird. Im Ordensstaat war die Stadt Zentrum der Vogtei Rositten. Im 14. und 15. Jahrhundert wurde die Gegend von den Heeren Nowgorods und Pskows verheert. Ab 1558 wurde die Vogtei an Polen-Litauen verpfändet. 1582 wurde sie Teil des Herzogtums Livland. Stadt und Burg wurden mehrmals von fremden Heeren besetzt: von 1577 bis 1579 und von 1654 bis 1656 von russischen Truppen, 1601, von 1625 bis 1626 und von 1656 bis 1660 von den Schweden. Von 1660 bis zur Teilung Polens 1772 gehörte die Stadt zur Woiwodschaft Livland und danach als Reschiza (Режица) zum Russischen Reich. 
Im 19. Jahrhundert war Reschiza Sitz eines Ujesds im Gouvernement Witebsk. Durch den Bau der Eisenbahnstrecken Sankt Petersburg – Warschau mit dem Bahnhof Rēzekne I 1860 und Moskau – Riga mit dem Bahnhof Rēzekne II 1861 wurde die Stadt ein Verkehrsknotenpunkt und Industriezentrum. Die Bevölkerung wuchs bis 1914 auf 23.000 Einwohner. Bei der Volkszählung von 1897 waren 54 % der Einwohner von Rēzekne Juden.
Der erste Kongress der lettgallischen Letten wurde im Frühjahr 1917 in Rēzekne abgehalten.
Nach der Oktoberrevolution 1917 übernahmen die Bolschewiki die Macht. Im Februar 1918 marschierte das deutsche Kaiserliche Heer ein, bevor im Dezember die Bolschewiki zurückkehrten. Im Januar 1919 wurde Rēzekne schließlich von der Baltischen Landeswehr zurückerobert und Teil des unabhängigen Lettlands.
Rēzekne zählte 1920 nur noch 5.000 Einwohner. 1939 lebten 13.300 Einwohner in der Stadt. 1940 marschierte die Rote Armee ein und 1941 die Wehrmacht. Bei den Kämpfen Ende Juli 1944 wurde ein Großteil der Stadt zerstört.
Nach dem Zweiten Weltkrieg wurde Rēzekne mit dem Schwerpunkt auf der industriellen Entwicklung wieder aufgebaut. Der folgende Zuzug von Russen und anderen ethnischen Gruppen aus der Sowjetunion führte dazu, dass diese heute die Mehrheit der Einwohner stellen.

## Rēzekne heute
Die Stadt ist neben Daugavpils (Dünaburg) der kulturelle Mittelpunkt Lettgallens. 
- Seit 1993 besteht die Technische Akademie von Rēzekne (lettisch: Rēzeknes Tehnoloģiju akadēmija), an der auch zur lettgallischen Sprache und Literatur geforscht wird.
- Die Römisch-katholische Kirche des Heiligen Herzen Jesu, erbaut 1902, ist seit 1995 die Kathedrale des Bistums Rēzekne-Aglona.
- Die römisch-katholische Kirche Unserer Lieben Frau vom Schmerz wurde von 1935 bis 1937 im neuromanischen Stil errichtet.
- Die evangelisch-lutherische Kirche der Heiligen Dreifaltigkeit wurde von 1933 bis 1938 im neugotischen Stil erbaut.
- Die orthodoxe Geburtskirche der Muttergottes wurde 1846 geweiht.
- Das Gebetshaus der Altgläubigen des Heiligen Nikolaus ist die einzige Holzkirche in Rēzekne. Sie wurde 1896 erbaut und erhielt 1906 einen Turm.
- Die Grüne Synagoge von Rēzekne, auch bekannt als Beth Midrasch („Lehrhaus“), ist das älteste Holzgebäude der Stadt und die einzige von ursprünglich 12 Synagogen, die erhalten geblieben ist. Sie wurde 1845 in Blockbauweise errichtet. An die für die von den Deutschen während des Zweiten Weltkriegs ermordeten jüdischen Einwohner von Rēzekne und an das Massaker von Audriņi erinnert an der Mauer des ehemaligen Gefängnisses eine Gedenkplatte.
- In der „Latgale-Straße“ sind einige historische Bauwerke erhalten geblieben, beispielsweise die 1882 erbaute „Ērgļi-Apotheke“.
- Das multifunktionale Kulturzentrum Gors (Botschaft von Latgale) wurde 2013 eröffnet. Neben dem Hauptkonzertsaal mit 1000 Plätzen umfasst es einen Konzertsaal mit 220 Plätzen, einen Trausaal, einen Ausstellungsraum und ein Restaurant. Das Zentrum wird für eine Vielzahl von Zwecken genutzt, darunter Konzerte, Konferenzen, Film, Ballett und Theater[2].
- Das Kreativzentrum Zeimuļs für Kinder und Jugendliche wurde 2012 eröffnet.
- Das Denkmal Latgales Māra von Leons Tomašickis mit der Aufschrift Vienoti Latvijai (Vereint für Lettland) ist der lettischen Unabhängigkeit gewidmet und wurde 1939 erstmals aufgestellt. Nach der sowjetischen Besetzung Lettlands wurde das Denkmal 1940 abgebaut und unter deutscher Besatzung 1943 wieder aufgestellt. Nach der sowjetischen Rückeroberung wurde es 1950 abermals abgebaut und nach der Wiederherstellung der Unabhängigkeit Lettlands 1992 erneut aufgerichtet.

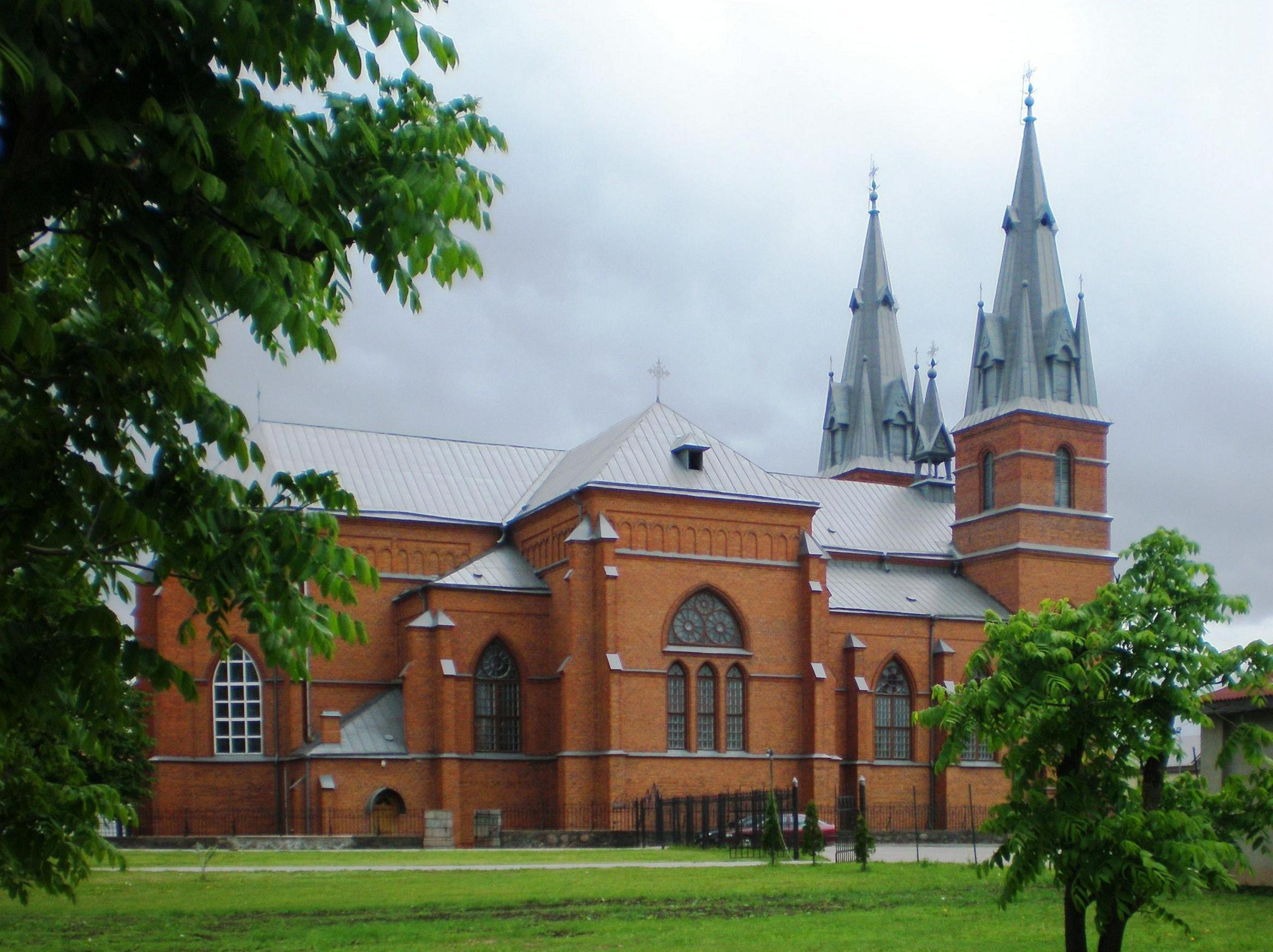
Herz-Jesu-Kathedrale
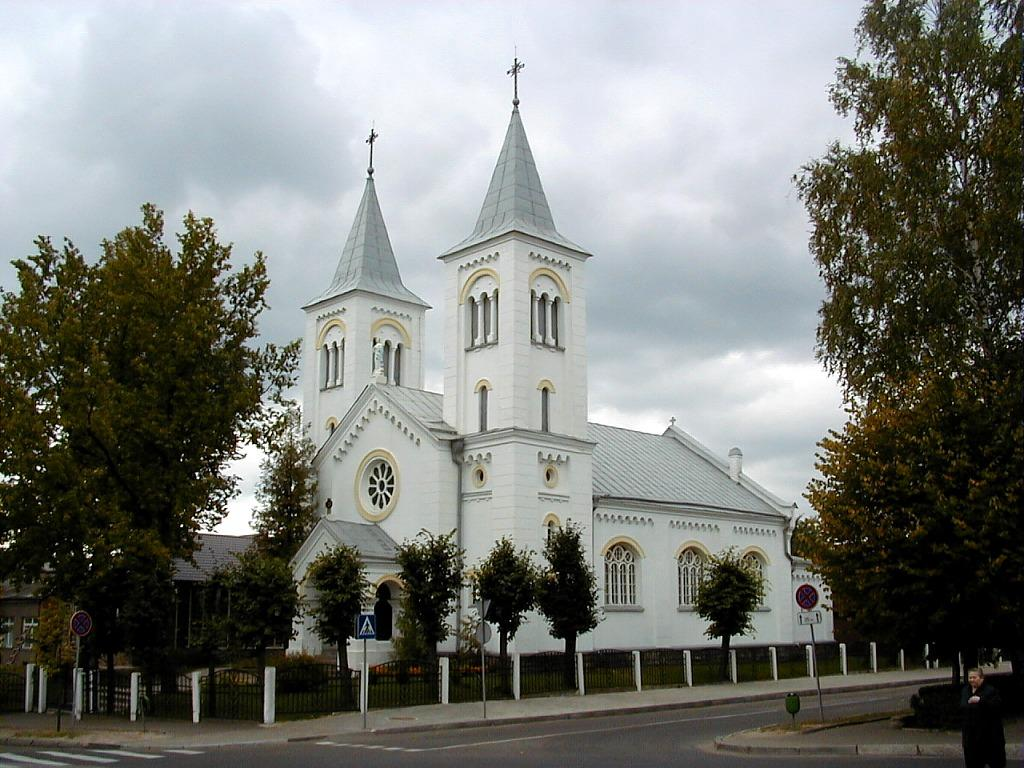
Katholische Kirche Unserer Lieben Frau vom Schmerz
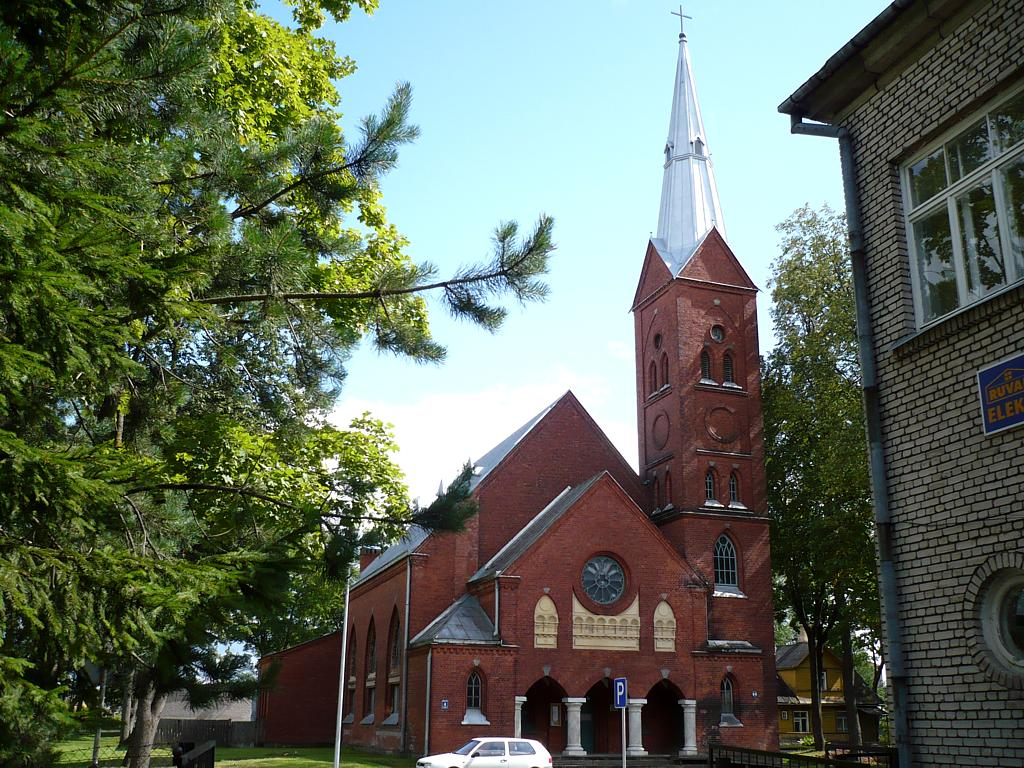
Lutherische Dreifaltigkeitskirche
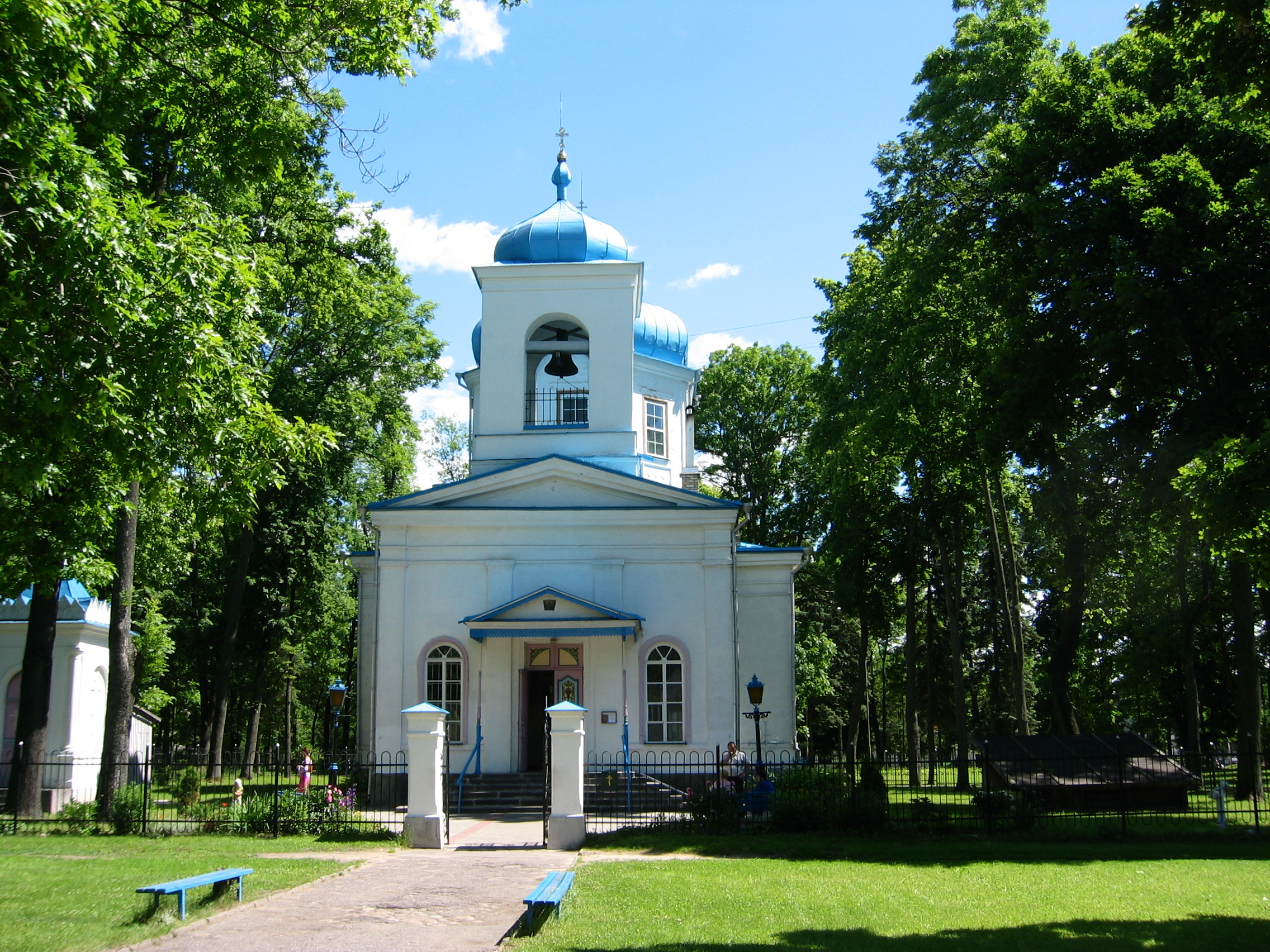
Orthodoxe Muttergotteskirche
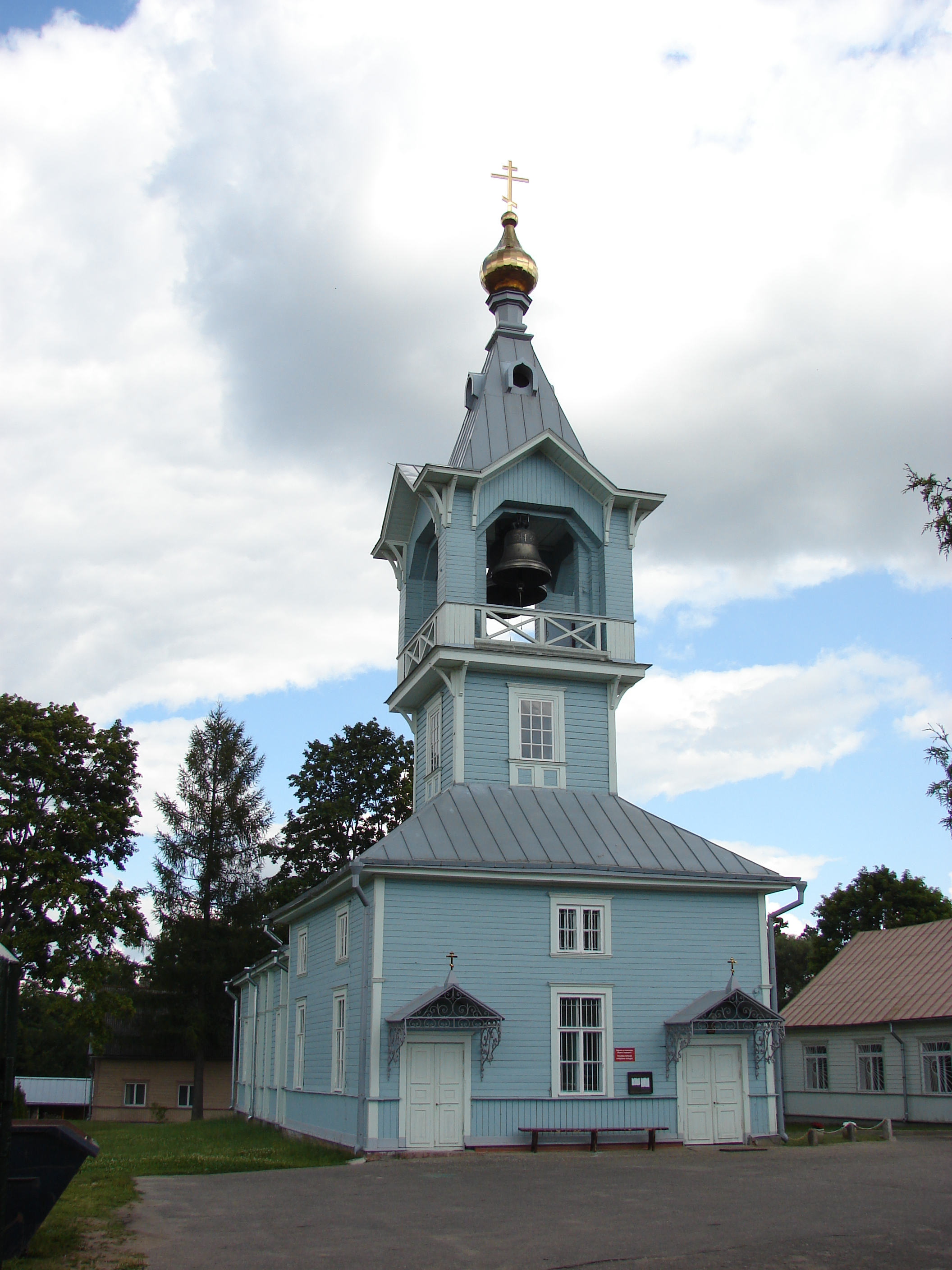
Orthodoxe Kirche der Altgläubigen St. Nikolaus
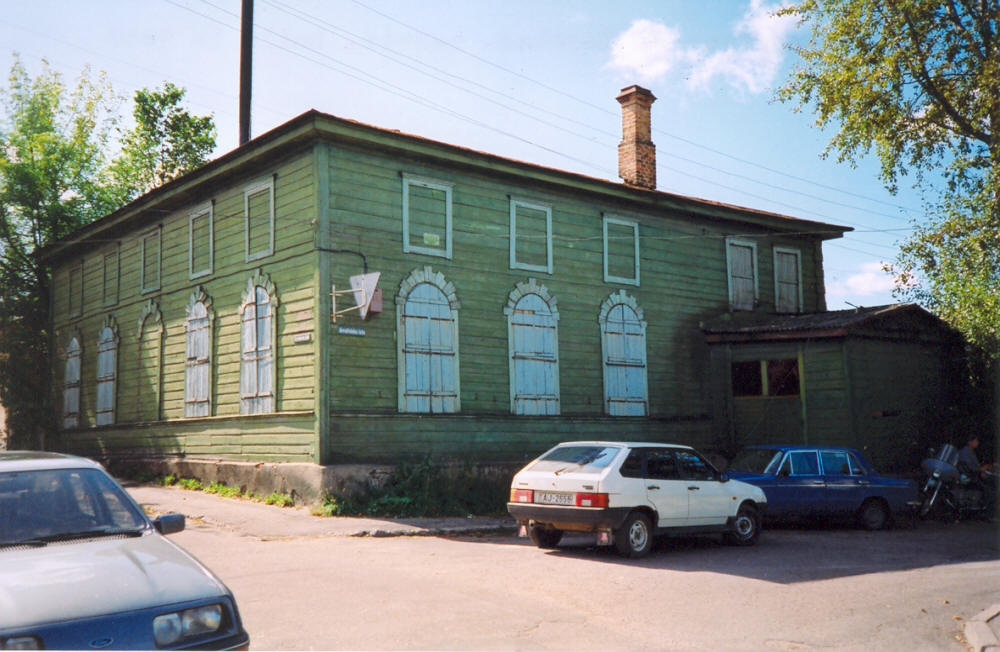
Grüne Synagoge
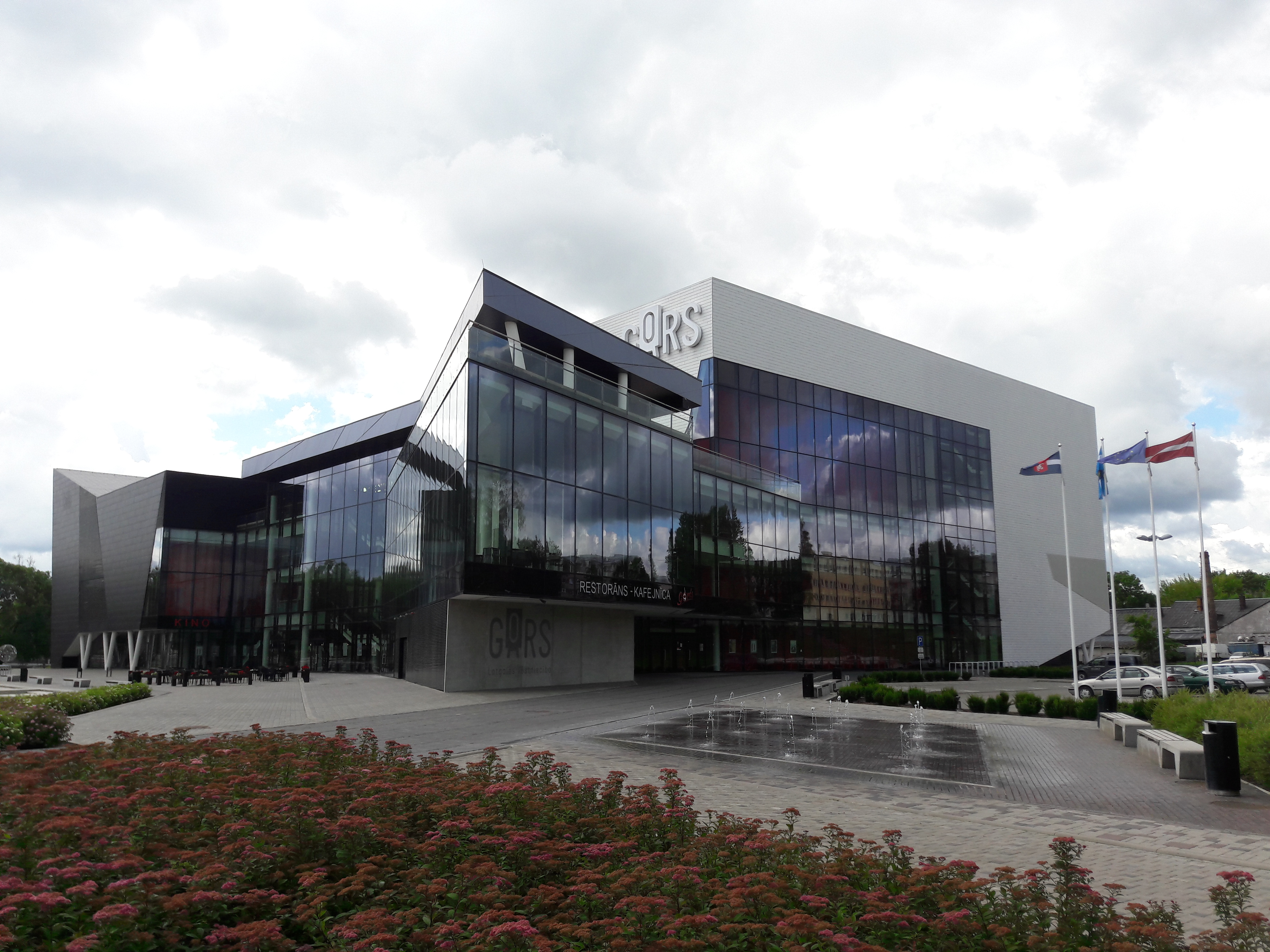
Kulturzentrum Gors
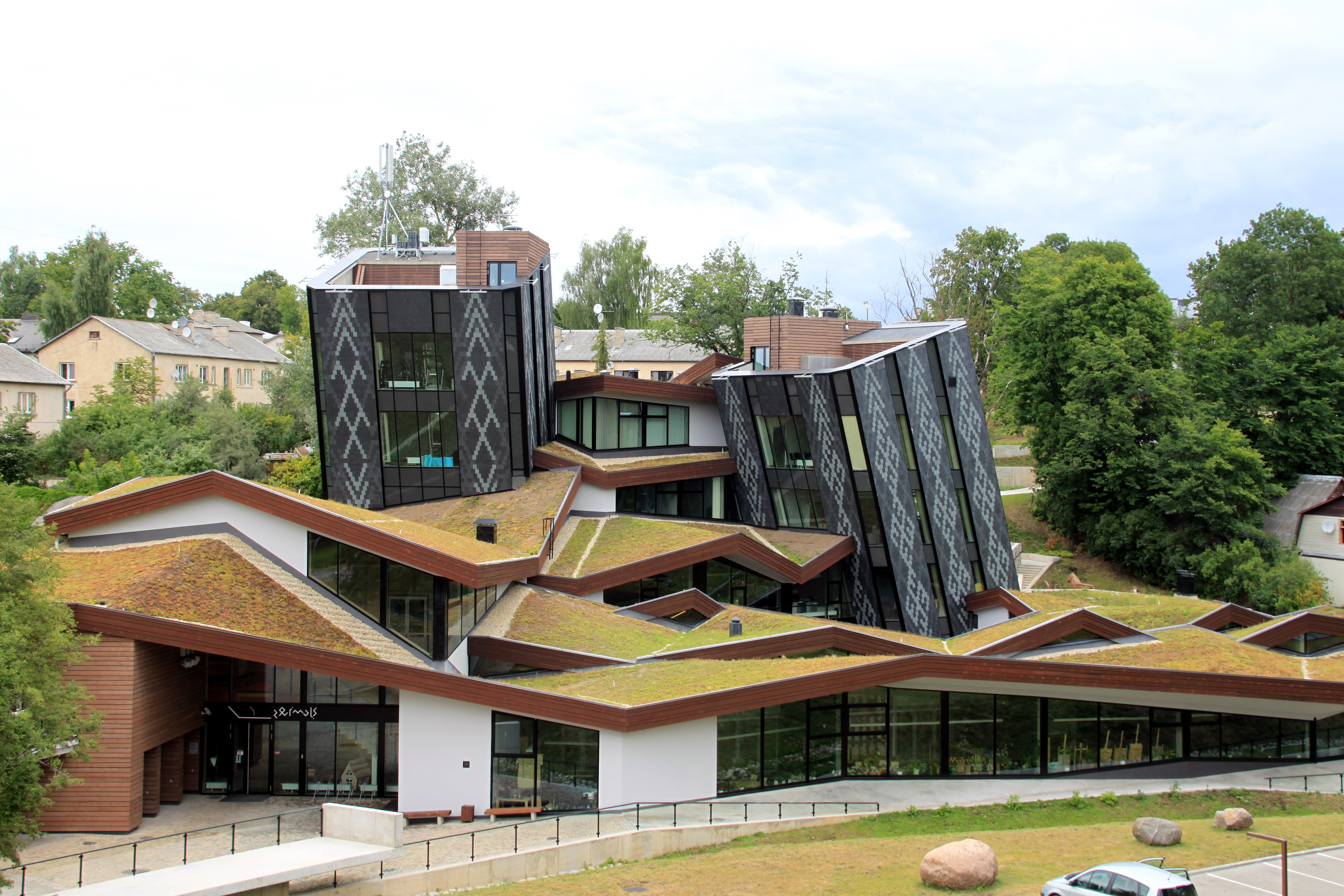
Kreativzentrum Zeimuļs
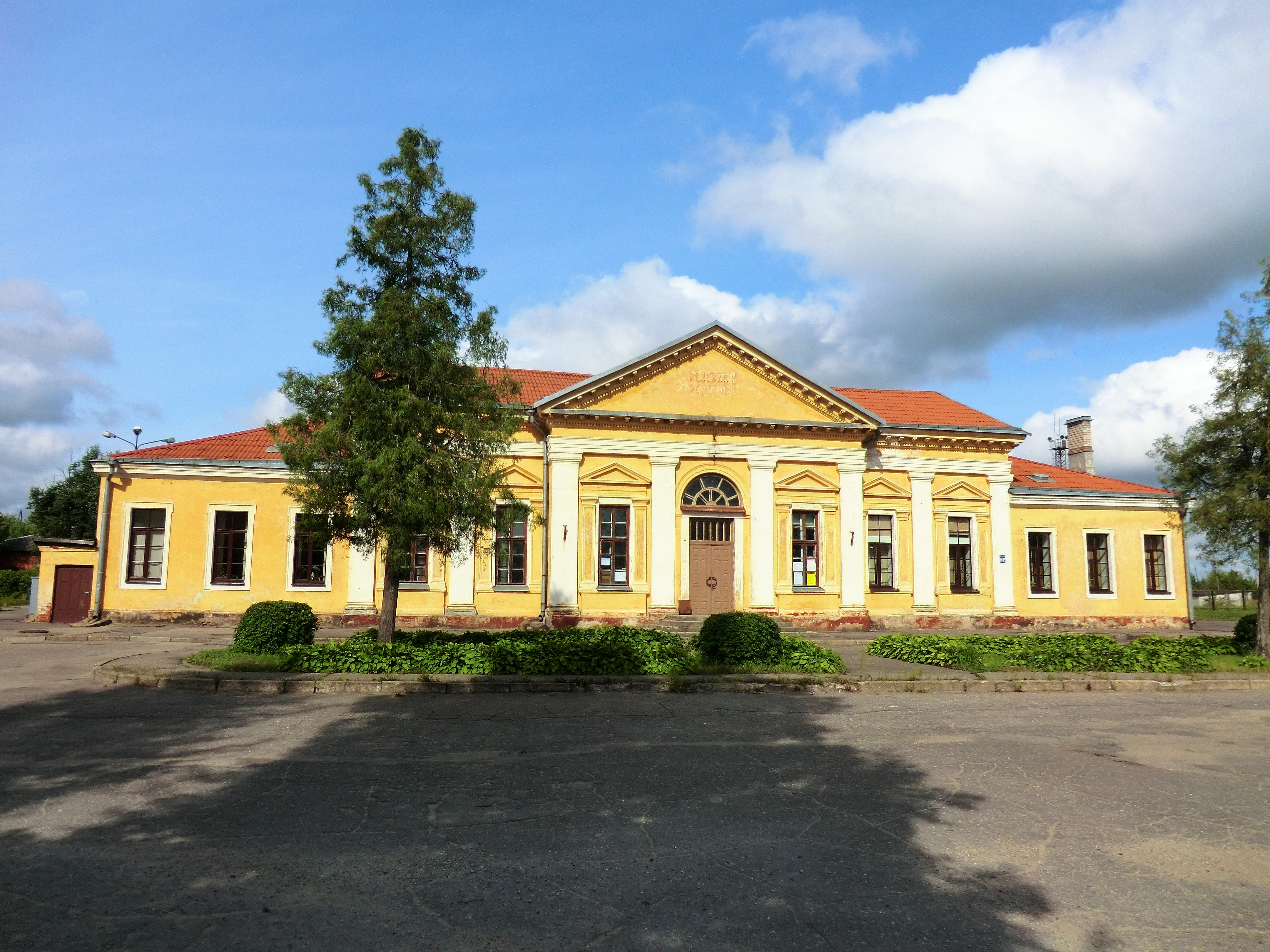
Bahnhof Rēzekne I
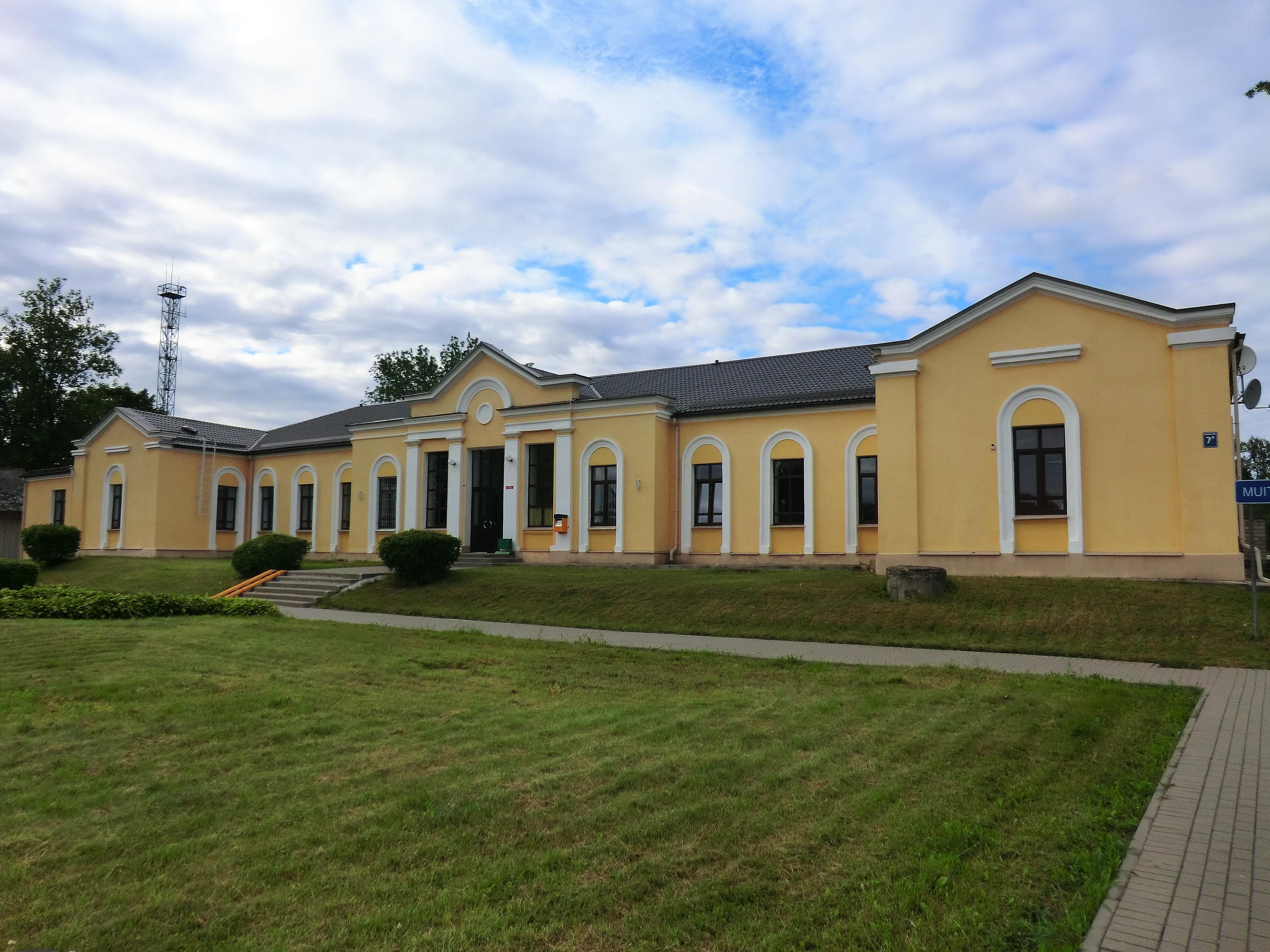
Bahnhof Rēzekne II
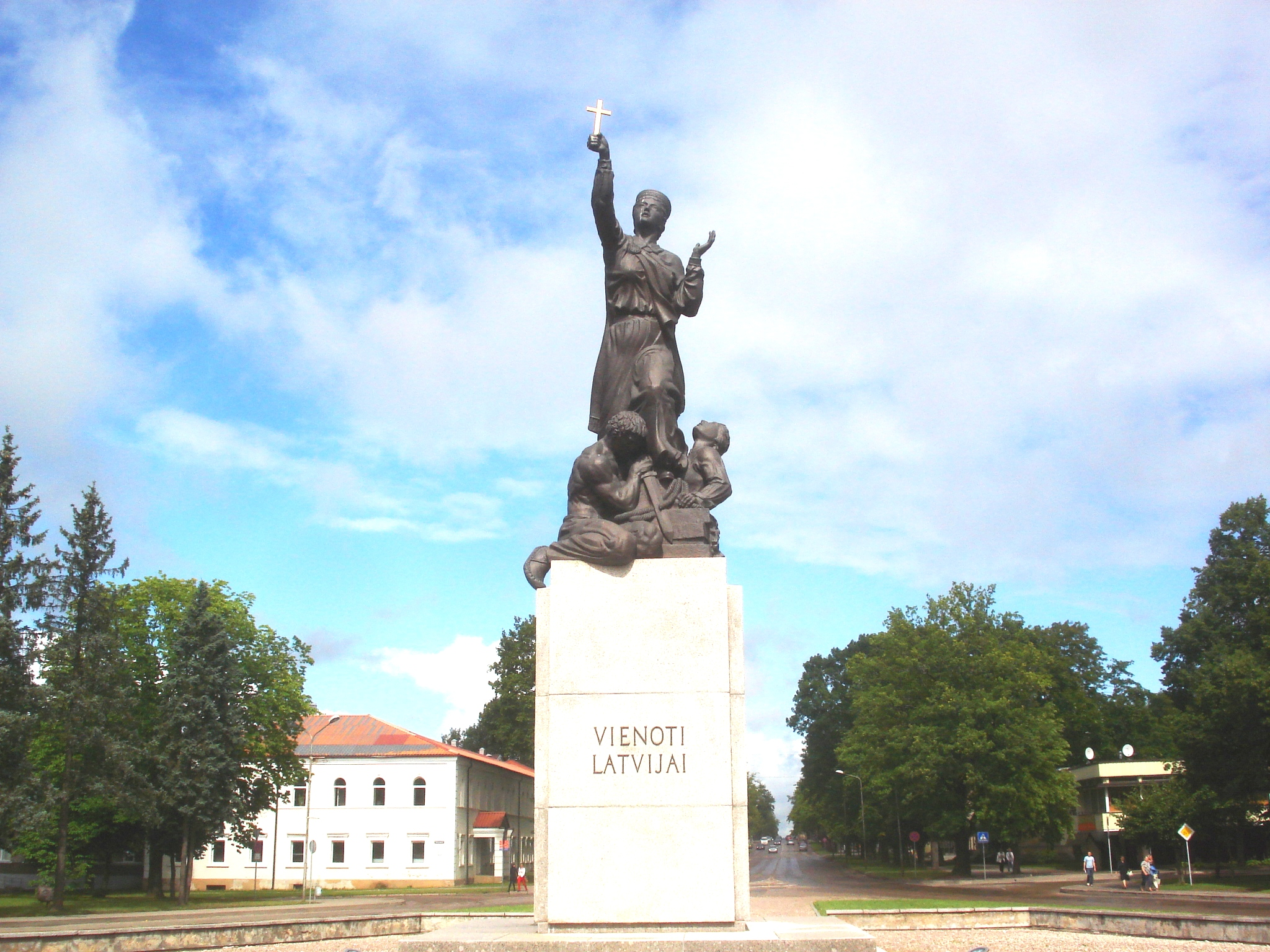
Denkmal Latgales Māra
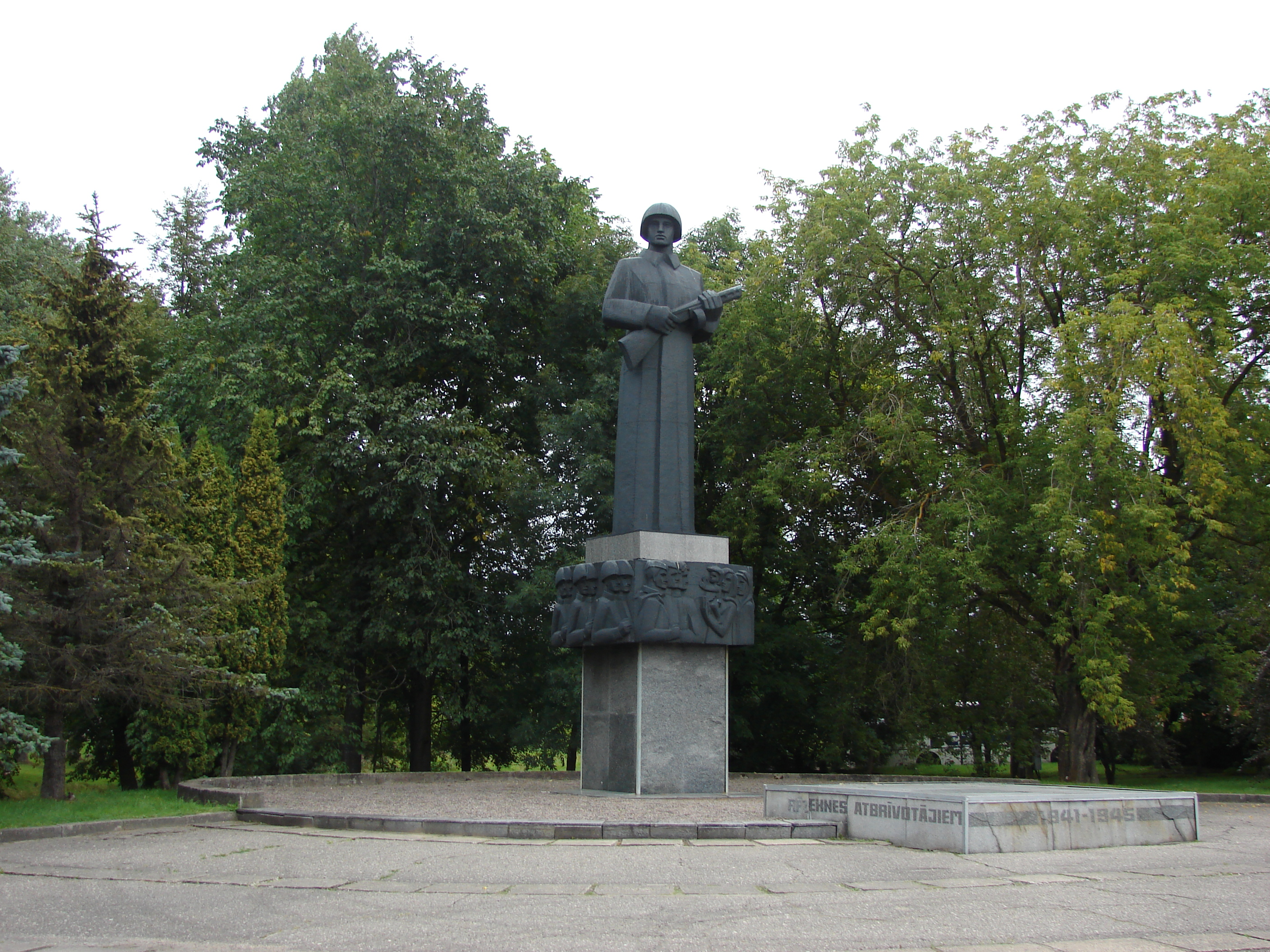
Denkmal für die Befreier von Rēzekne 1941–1945

## Söhne und Töchter der Stadt
- Juri Tynjanow (1894–1943), russischer Schriftsteller und Literaturwissenschaftler
- Iwan Sawoloko (1897–1984), russischer Ethnograf, Autor, Lehrer
- Friedrich Ermler (1898–1967), sowjetischer Schauspieler und Regisseur
- Rafael Edelmann (1902–1972), dänischer Bibliothekar
- Andris Jakubāns (1941–2008), Prosaiker, Drehbuchautor und Zeitungsherausgeber
- Vladimirs Arsentjevs (* 1951), Grafiker, Schöpfer des Emblems der Olympischen Sommerspiele 1980 in Moskau
- Jānis Urbanovičs (* 1959), Politiker
- Ilze Viņķele (* 1971), Politikerin
- Iveta Apkalna (* 1976), Organistin
- Kristīne Opolais (* 1979), Sopranistin
- Ilmārs Starostīts (* 1979), lettischer Schachspieler
- Aiga Grabuste (* 1988), Weitspringerin und Siebenkämpferin
- Žanna Juškāne (* 1989), Biathletin
- Gunta Latiševa-Čudare (* 1995), Sprinterin

## Der Stadtname in anderen Sprachen
- lettisch von 1893 bis 1917: Riejitsa
- lettgallisch: Rēzne,
- deutsch: Rositten
- russisch: Резекне (Resekne), bis 1893: Розиттен (Rositten), 1893 bis 1917: Режица (Reschiza)
- belarussisch: Рэзэкнэ (Resekne), bis 1917 und von 1944 bis 1945: Рэжыца (Reschyza)
- estnisch: Räisaku,
- polnisch: Rzeżyca
- litauisch: Rezeknė

## Partnerstädte
- Arendal, Norwegen
- Częstochowa, Polen
- Dmitrow, Russland
- Lianosowo (Rajon/Stadtbezirk des Nordöstlichen Verwaltungsbezirks von Moskau), Russland
- Suwałki, Polen
- Wizebsk, Belarus